# Fougasse

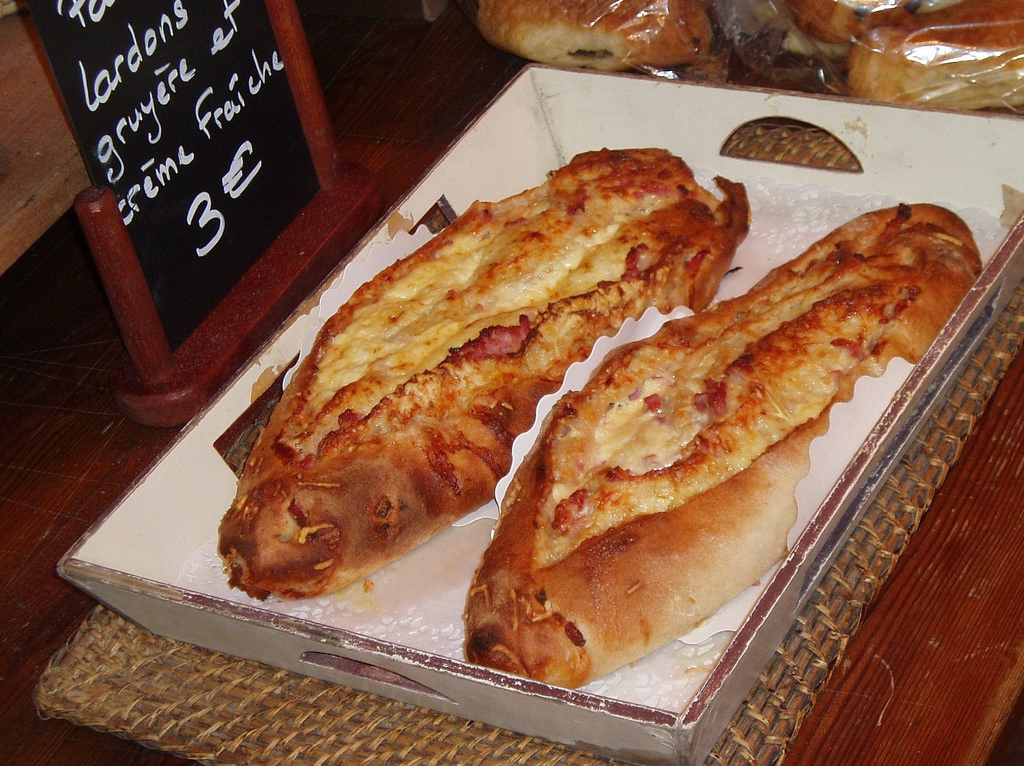
Fougasse från Foix (Ariège)

I det franska köket är fougasse ett slags bröd, oftast associerat med Provence, men som även med vissa variationer förekommer i andra regioner. En del varianter är formade i mönster att likna ett veteax.

## Historia och etymologi
I det antika Rom var panis focacius ett platt bröd som gräddades i härdens aska. Sedermera skapades nya varianter, inklusive focaccia i det italienska köket, "hogaza" i Spanien, "fugassa" i Ligurien, "pogača" på Balkan, "fougasse" i Provence och "fouaisse" eller "foisse" i Bourgogne. Den franska versionen serveras ofta med oliver, ost, ansjovis och så vidare, som kan anses vara en primitiv form av pizza utan tomat.
Fougasse användes ursprungligen för att bedöma en träeldads ugns temperatur. Den tid det tog att grädda brödet gav en fingervisning om ugnens temperatur och huruvida resten av brödet kan gräddas.

## Användningsområden
Brödet används för att göra den franska versionen av calzone, som kan innehålla ost och små kvadratiska baconbitar inuti fickan som skapas när man viker brödet. Andra smakvariationer inkluderar torkad frukt, roquefortost och nötter eller oliver och getost.